# Cristóbal de Medina Vargas
Cristóbal de Medina Vargas Machuca (Ciudad de México, 1635 – Ciudad de México, 1699) fue un arquitecto  novohispano de finales del siglo XVII.  Es considerado uno de los máximos exponentes del  estilo barroco en México.
Realizó una gran cantidad de obras, varias de las cuales aún se conservan, su estilo se caracterizó por el uso de columnas salomónicas y almohadillados.
En 1684 construyó el claustro del oratorio de San Felipe Neri, De 1685 a 1688 trabajó en el acueducto de Santa Fe  en el cual construyó la caja de agua, conocida como la caja de la mariscala por estar ubicada frente a la casa de los  Mariscales de Castilla, en la actual avenida Hidalgo.
Del  14 de mayo de 1691 al 4 de septiembre de 1692 realizó la ampliación de la Parroquia de Santa Catarina, de estas obras destacan la portada lateral de estilo barroco y la capilla mayor.

## Obras destacadas
- Portadas de la Catedral Metropolitana de la Ciudad de México
- Iglesia de Santa Teresa la Antigua
- Capilla mayor y portada lateral de la Parroquia de Santa Catarina Mártir (1692)
- Templo de nuestra señora de Belén
- Portadas de la iglesia de San Agustín (destruidas en su mayor parte)
- Claustro del convento de Santa María de los Angeles de Churubusco
- Claustro del oratorio de San Felipe Neri
- Misterios de la Calzada de los Misterios 1675-1676
- Capilla del sagrario de la Iglesia de la Santa Veracruz[3]
- Portada oeste del Templo de Regina Coeli
- Torre del Templo de San Jerónimo (1665)
- Casa de la calle Emiliano Zapata 74, esquina con San Marcos
- Caja de agua de la Mariscala (Destruida) (1685-1688)
- Convento de capuchinas de san Felipe de Jesús(destruido)

## Galería de imágenes

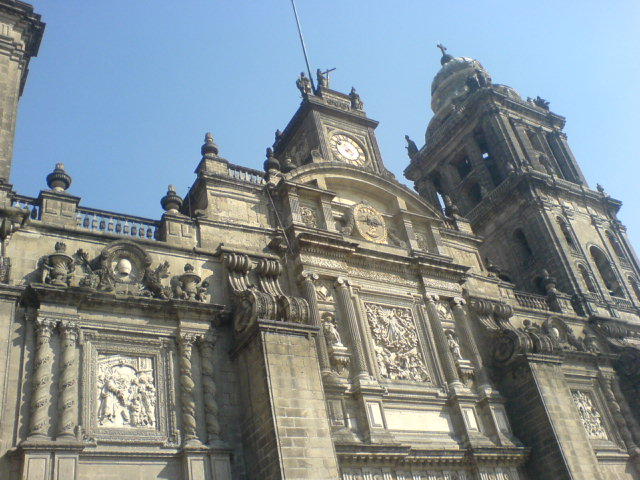
Portadas de la catedral metropolitana
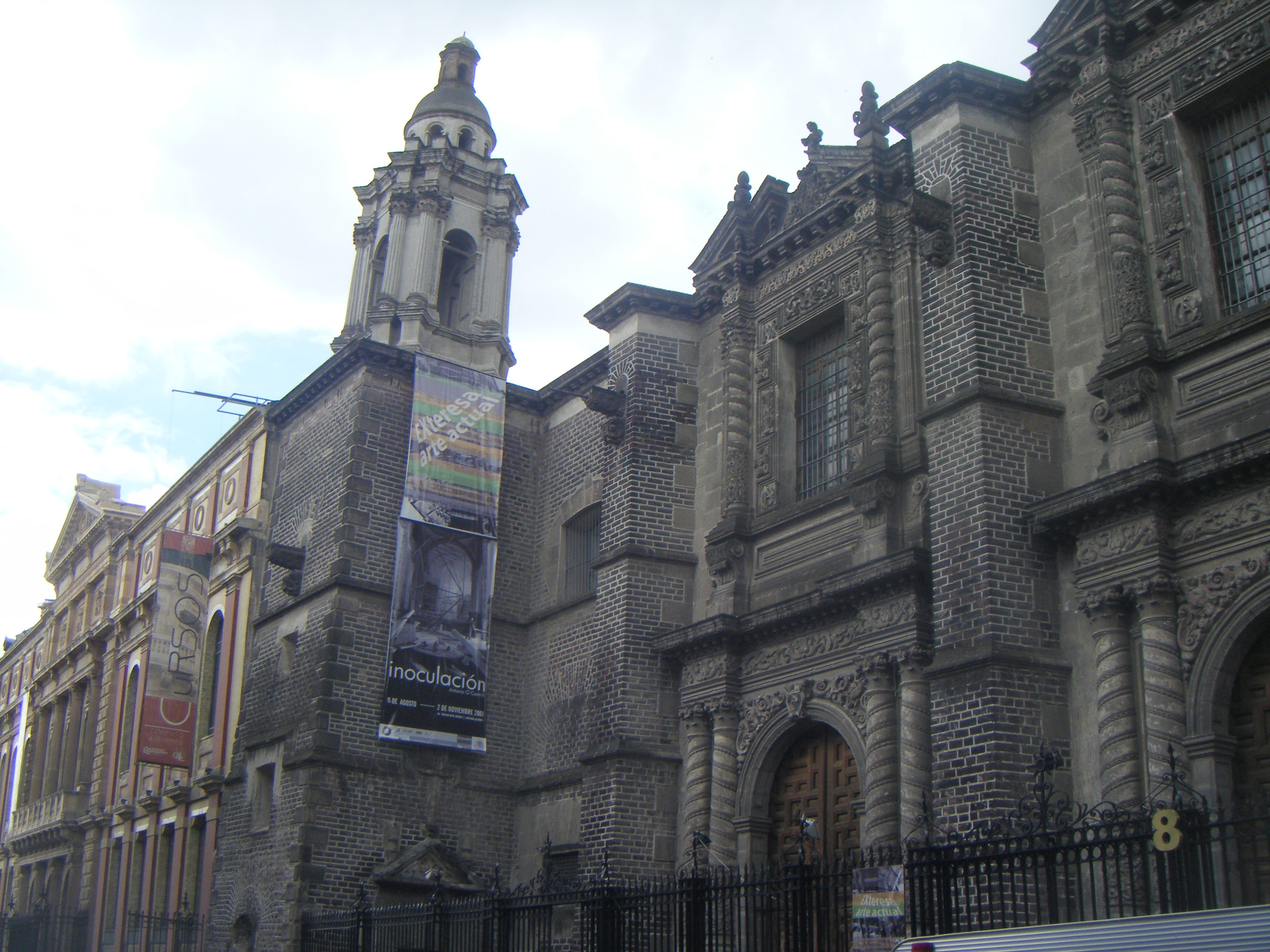
Iglesia de santa Teresa la Antigua
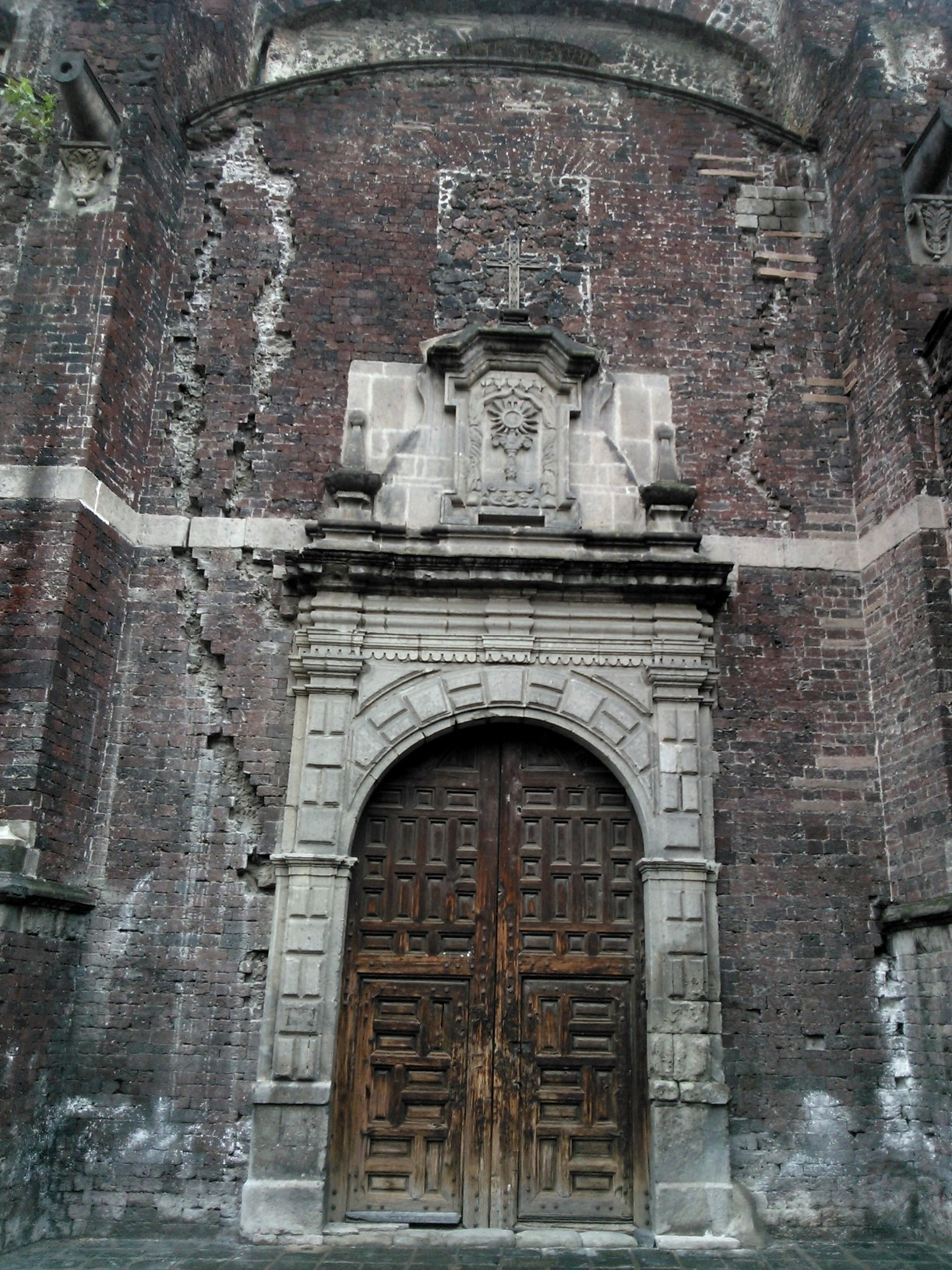
Portada lateral de la parroquia de santa Catarina
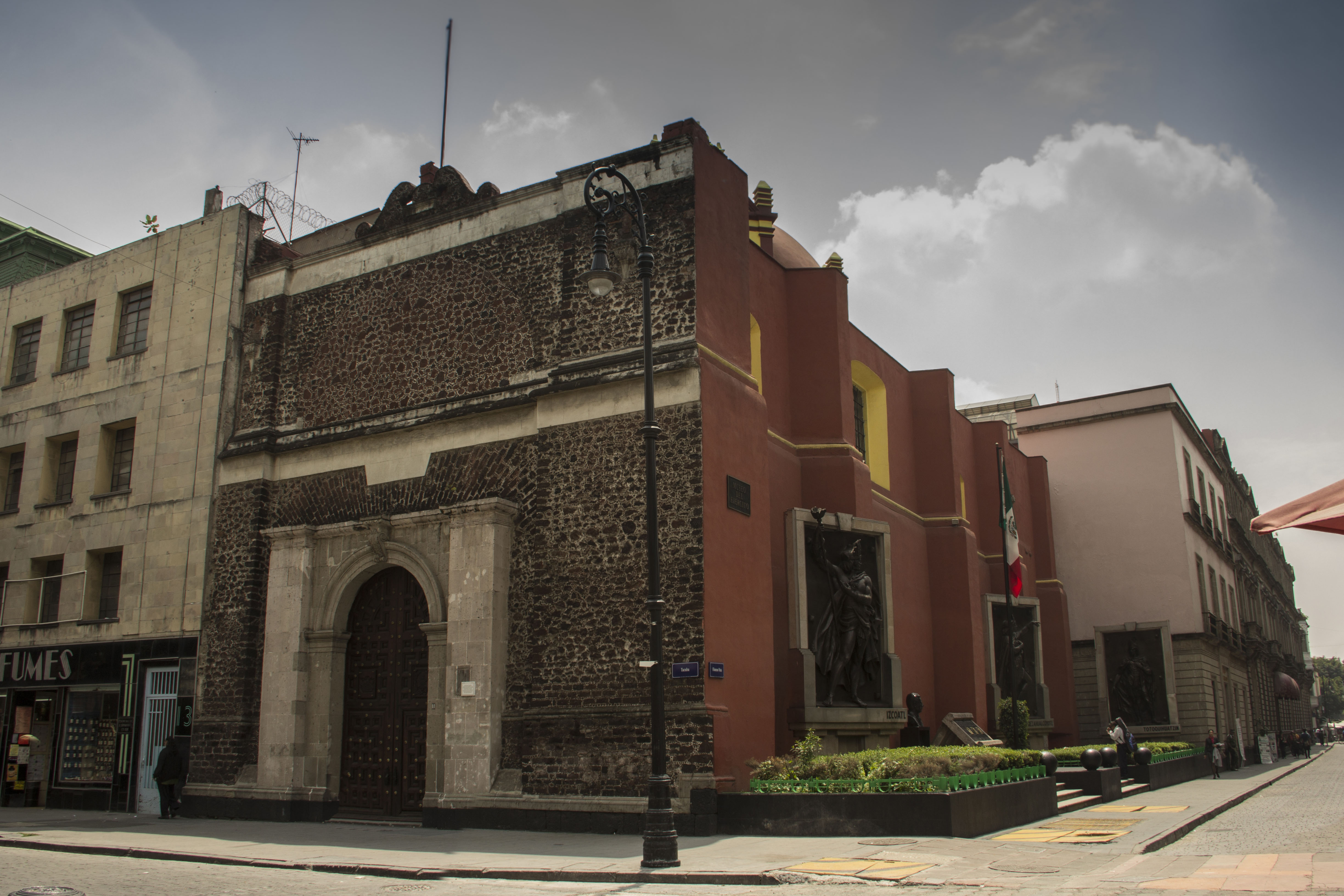
Ex templo de nuestra señora de Belén
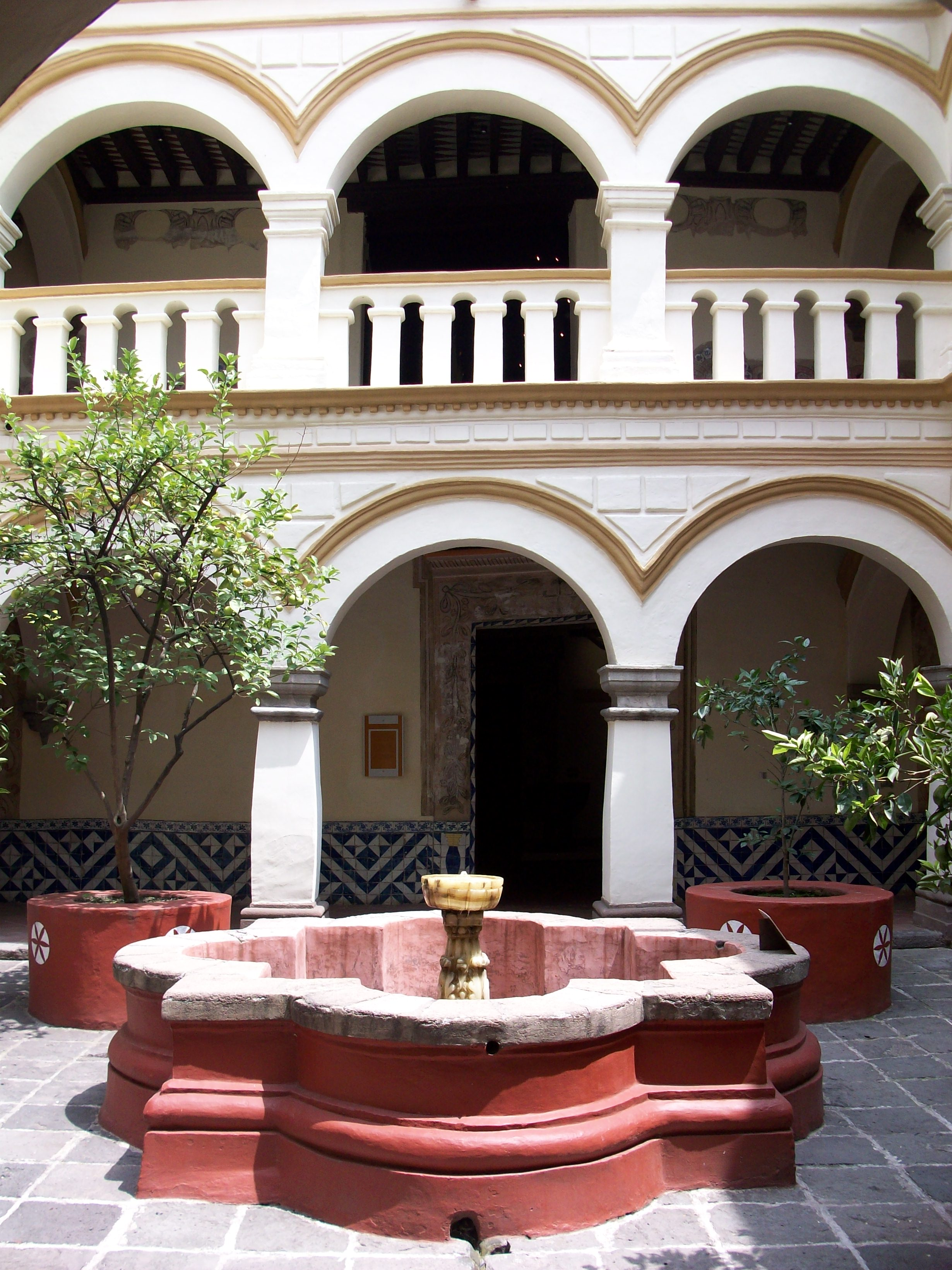
Claustro del convento de Santa Maria de los Angeles de Churubusco
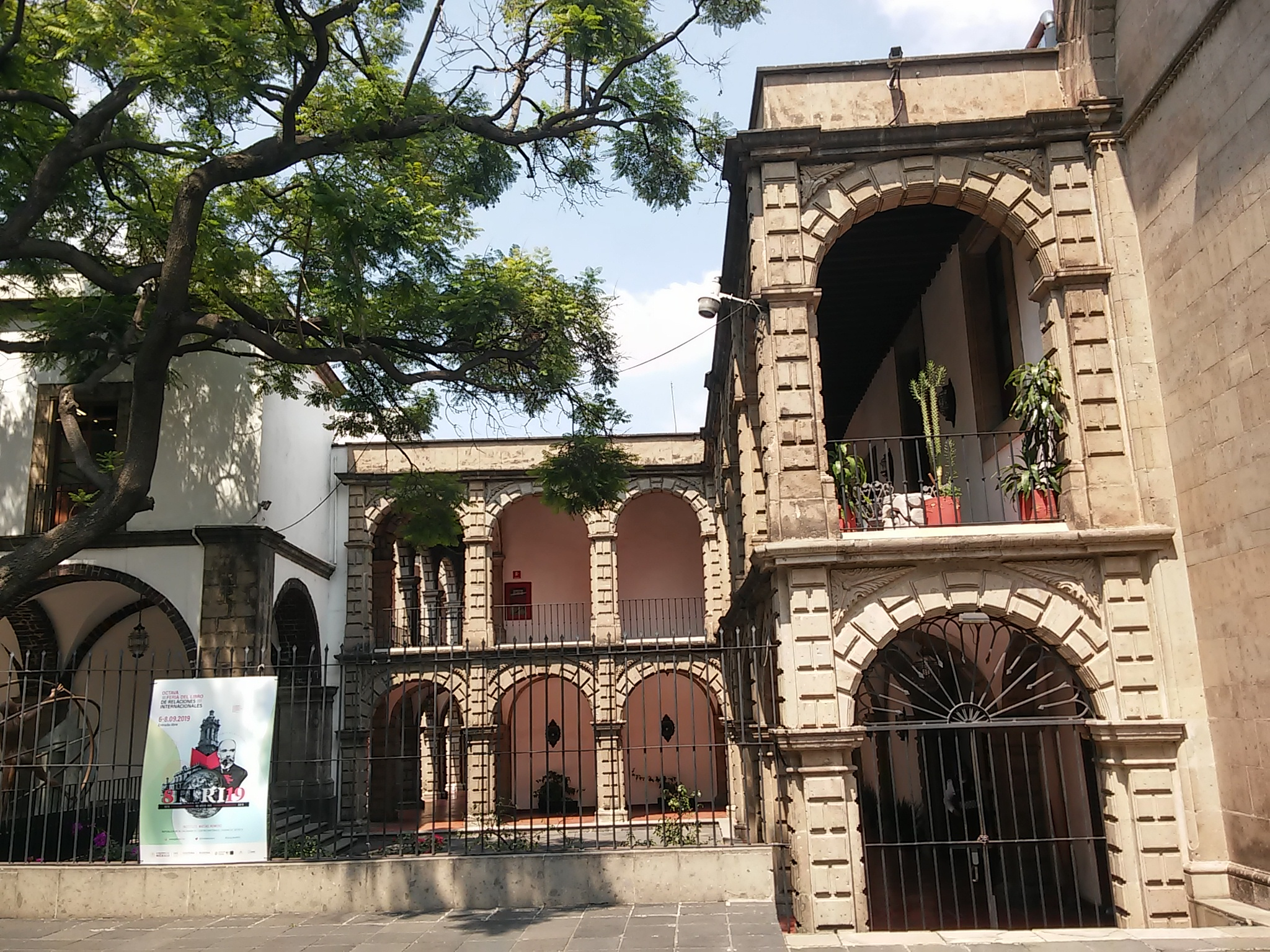
Claustro del oratorio de san Felipe Neri
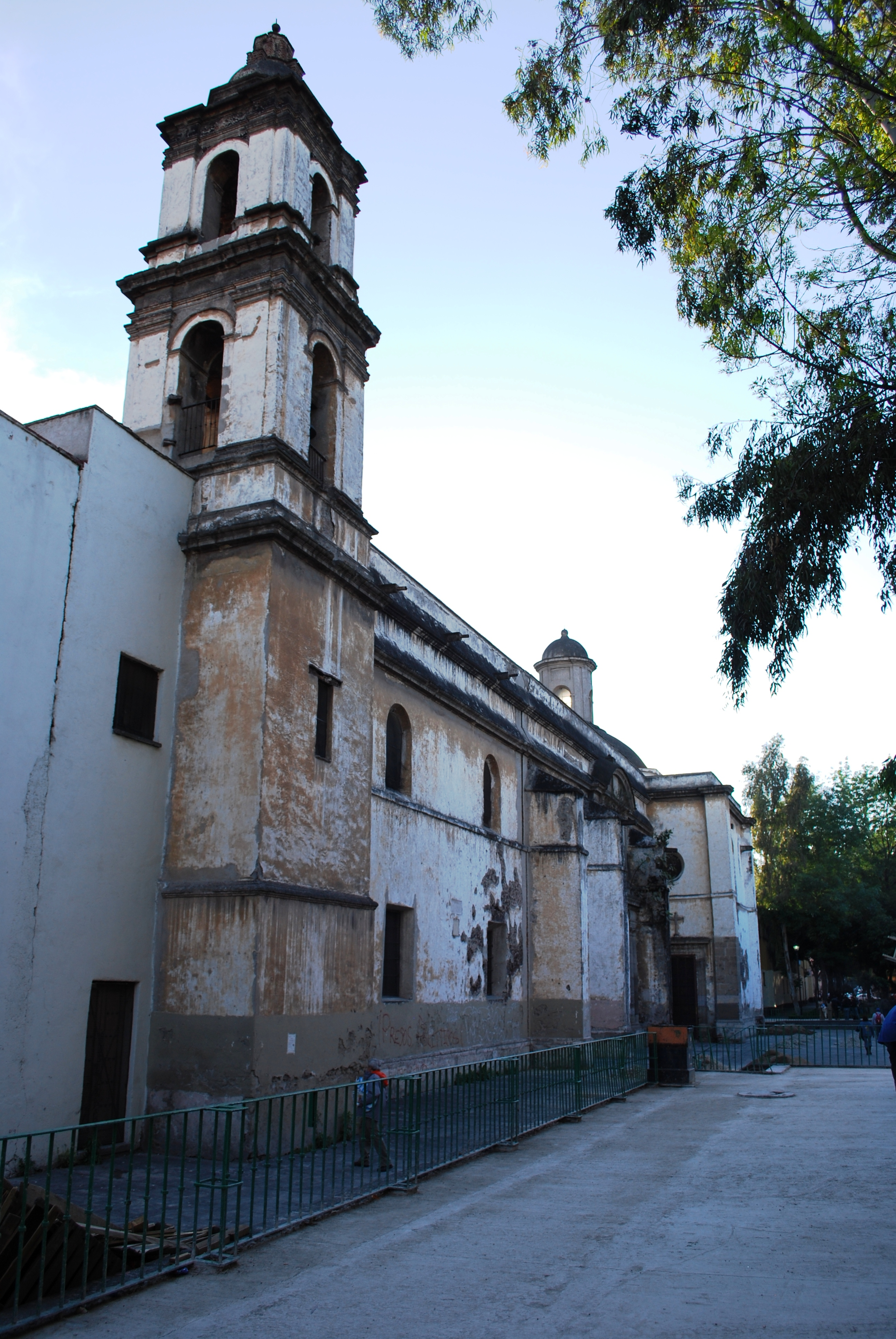
Torre del templo de San Jerónimo
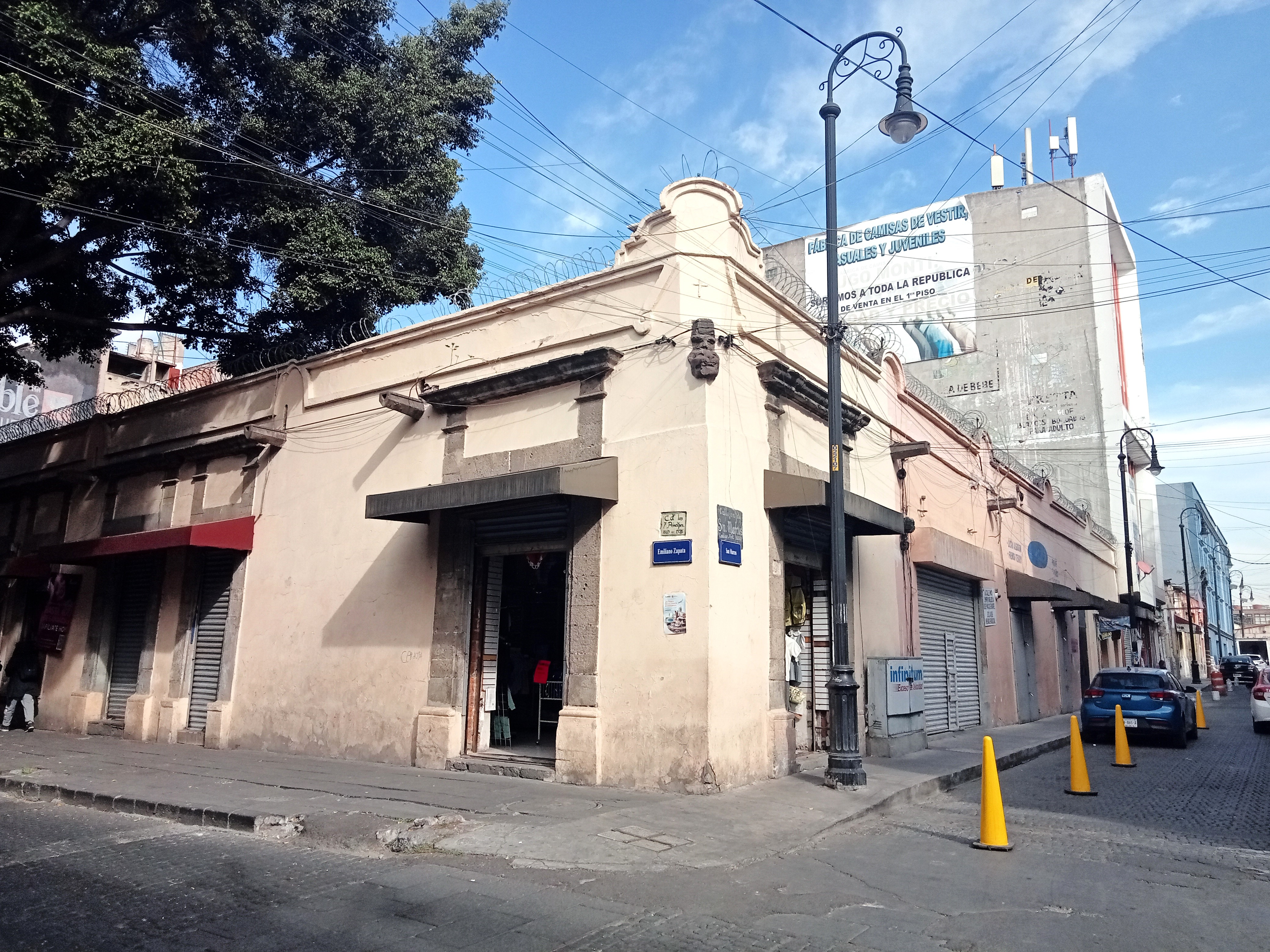
Casa en la calle de Emiliano Zapata 74